# Jean Vezin
Jean Vezin   (Gwened, 30 de juliol de 1933 - Colombes, 27 d'agost de 2020) fou un bibliotecari francès i historiador medievalista, especialitzat en paleografia i codicologia llatines.
Estudiant a l'École Nationale des Chartes, Jean Vezin obtingué el diploma de paleògraf arxivista el 1958 amb una tesi titulada Les scriptoria d'Angers au XIe siècle i després es va unir a la Casa de Velázquez.
Va ser comissari del departament de manuscrits de la Biblioteca nacional de França de 1962 a 1974, també va impartir paleografia a l'Institut d'Estudis Llatins de la Universitat París-Sorbona, així com paleografia i codicologia a l'École nationale supérieure des sciences de l'informació i biblioteques. El 1974 fou elegit director de recerca a l'École pratique des hautes études. Fou codirector de Chartæ Latinæ Antiquiores i Monumenta palæographica Medii Ævi. També es va dirigir a l'escola de bibliotecaris-documentalistes de l'Institut catòlic de París de 1985 a 1998.
Autor de més de dos-cents articles, Vezin va ser elegit membre corresponent de l'Académie des Inscriptions et Belles-Lettres el 21 de novembre de 1997.
Al 2010 va ser nomenat Doctor Honoris Causa per la Universitat Autònoma de Barcelona.